# Can Congost (Cànoves i Samalús)
Can Congost és un conjunt d'edificis amb elements gòtics de Cànoves i Samalús (Vallès Oriental) inclosa a l'Inventari del Patrimoni Arquitectònic de Catalunya.

## Descripció
Conjunt d'edificis d'estructura complexa al voltant d'un barri tancat que té dos portals d'accés d'arc de mig punt. L'edifici principal, orientat cara a migdia, consta de planta baixa i pis, està cobert a doble vessant. A la façana té un portal adovellat d'arc de mig punt i al seu damunt una finestra emmarcades per grans carreus; aquesta és d'arc conopial amb calats gòtics i a l'imposta de l'arc dues figures i rosetes.

## Història
En el fogatge de l'any 1553 tenim documentat a Antoni Congost. La casa es devia reformar o construir de nou en aquest segle tal com indica la tipologia de la finestra, pròpia del segle xvi. Té molts edificis annexos difícils de datar fruit de diverses ampliacions i modificacions. Actualment s'ha convertit en una discoteca.